# III Археологічний з'їзд

Учасники ІІІ Археологічного з'їзду (1874)

Список учасників з'їзду зображених на фото

Третій Археологічний з'їзд (1874) — міжнародний з'їзд археологів Російської імперії, представників деяких слов'янських народів, а також Франції, що відбувся Києві 2—21 серпня 1874 року.

## Історія
III Археологічний з'їзд відбувся у Києві 2—21 серпня 1874 року. У зв'язку із присутністю на з'їзді делегатів з інших країн, він отримав статус міжнародного.
Представництво з'їзду:
- Російська імперія (в тому числі й українські вчені) — І. Срезневський, Д. Іловайський, О. Міллер, М. Костомаров
- Австро-Угорщина
  - Богемське королівство — Я. Ганоль, О. Колер
  - Крайна — Є. Коста з Любляни
  - Моравське маркграфство — Б. Дудик і Г. Венкель
  - Королівство Хорватія і Славонія — Ф. Рачка із Загреба
  - Королівство Галичини та Володимирії — С. Тарновський, Д. Самоквасов, І. Скимборович
- Сербське князівство — Ю. Даничич і С. Новакович з Белграда
- Франція — Л. Леж та А. Рембо.

Власне Україну представляв 121 вчений, з них 86 професорів та археологів з Києва.

## Керівництво
- Антонович В. Б. — секретар з'їзду;
- Демидов П. П. — голова Розпорядчого комітету;
- Уваров О. С. — голова з'їзду.

## Секції з'їзду, проблематика досліджень
На з'їзді працювали такі секції:
- первісні древності (очолив О. Уваров);
- історична географія і етнографія Росії та слов'янських земель (М. Костомаров);
- пам'ятники російського мистецтва (Н. Музаркевич);
- побут домашній і суспільний в Росії і у слов'янських народів (О. Міллер);
- церковний побут (П. Лебединцев);
- російські і слов'янські пам'ятники мови і писемності (І. Срезневський);
- стародавності класичні, візантійські і західноєвропейські (В. Модестов);
- стародавності східні (В. Вельямінов-Зернов).

## Українознавчий характер з'їзду
Внаслідок зусиль представників Київської Старої громади, фактичному організатору з'їзду графу О. Уварову не вдалося реалізувати задум перетворення його у всеслов'янський конгрес, адже члени Південно-західного Відділу Імператорського Російського Географічного Товариства, які брали участь у з'їзді, зробили на ньому «генеральний перегляд наукових здобутків з українознавства і маніфестації української науки перед ученим світом російським, слов'янським та європейським». Українознавчого спрямування з'їзд набув також внаслідок організованої Відділом культурної програми для його учасників. До неї ввійшли такі заходи, як проведення екскурсій по Дніпру, огляд української археологічної виставки, перегляд виступу народного хору з кобзарем О. Вересаєм тощо.

## Тематика доповідей
Привертала увагу українська тематика доповідей дев'ятьох членів ПЗВ ІРГТ:
- В. Антонович — «Про монету з ім'ям Володимира»;
- Ф. Вовк — «Про малоросійську орнаментику»;
- Н. Дашкевич — «Про Болоховську землю»;
- М. Драгоманов — «Народні малоросійські пісні про кровозмішення»;
- П. Житецький — «Про Пересопницьке Євангеліє 16-го століття» та «Про малоросійські думи»;
- М. Константинович — «Про кургани Чернігівського повіту»;
- П. Лебединцев — «Про Софійський собор»;
- М. Левченко — «Про збереження пам'яток старовини».

Крім цього було виголошено вісім рефератів за місцевими матеріалами. Варто вказати, що робочою мовою з'їзду була російська і всі вищенаведені доповіді були виголошені російською.
Перелік інших доповідей:
- «В чем заключаются основные задачи археологии, как самостоятельной науки?» (І. Забєлін);
- «Что должна обнимать программа для преподавания русской археологии, и в каком систематическом порядке должна быть распределена эта программа?» (граф О. Уваров);
- «Некоторые соображения о лучшей организации деятельности археологических комиссий» (Михайло Юзефович);
- «Киевская архетектура XXII века» (П. Лашкарєв);
- «Дохристианские могильники в Моравии» (Б. Дудик);
- «Великороские былины и малорусские думы» (О. Міллер);
- «Отличительные черты голшорусской народной орнаментики» (Ф. Вовк) та ін.

## Видання матеріалів з'їзду
У 1878 році було видано два томи праць з'їзду, в якому було вміщено інформацію про підготовку з'їзду, список делегатів, протоколи засідань та безпосередньо тексти виголошених доповідей. Окремим додатком до другого тому став «Атлас».